# Wyspa Sibiriakowa
Wyspa Sibiriakowa (ros. Остров Сибирякова) – rosyjska wyspa arktyczna, położona na Morzu Karskim, u ujścia Zatoka Jenisejskiej. Powierzchnia wyspy to prawie 850 km², jej linia brzegowa mierzy 129,7 km. Wyspa ma charakter nizinny, z wysokościami do 33 m n.p.m. Porasta ją tundra, panuje tu klimat polarny.
Na wyspie nie ma stałej ludności, ale ze względu na niewielką odległość od lądu (35 km) znajdują się tam chaty rybackie. Wyspę obejmuje swoim zasięgiem Wielki Rezerwat Arktyczny. Adolf Erik Nordenskiöld nazwał tę wyspę na cześć Aleksandra Sibiriakowa, badacza Syberii.